# Хотевила-Бакави (Аризона)
Хотевила-Бакави (енгл. Hotevilla-Bacavi) насељено је место без административног статуса у америчкој савезној држави Аризона.

## Демографија
По попису из 2010. године број становника је 957, што је 190 (24,8%) становника више него 2000. године.
| Група             | 2000.     | 2010.     |
| Белци             | 25 (3,3%) | 18 (1,9%) |
| Афроамериканци    | 0 (0,0%)  | 1 (0,1%)  |
| Азијати           | 0 (0,0%)  | 1 (0,1%)  |
| Хиспаноамериканци | 8 (1,0%)  | 27 (2,8%) |
| Укупно            | 767       | 957       |